# Середа Михайло Тимофійович
Миха́йло Тимофі́йович Середа́ (1887 — † 1939) — український військовий діяч. Начальник штабу 1-ї Української Дивізії військ Центральної Ради.  Підполковник Армії УНР.
Військовий мемуарист. 

## Життєпис
Останнє військове звання в армії Росії — штабс-капітан.
З грудня 1917 р. начальник штабу 1-ї Української Дивізії військ Центральної Ради.
З квітня 1918 року начальник оперативного штабу 2-ї піхотної дивізії Армії УНР, згодом — Армії Української Держави та Дієвої армії УНР.
З 17 березня 1919 начальник штабу 1-ї Дивізії Дієвої Армії УНР.
З червня 1919 року направлений в штаб Дієвої Армії УНР. Станом на 9 жовтня 1920 p. начальник штабу Запасних військ Дієвої Армії УНР.
У 1920-х і 30-х роках викладав історію в Українській гімназії у Каліші, Польща. Автор численних спогадів, багатьох історичних праць.
Помер у місті Каліш, похований у Щипйорно у 1939 р. За іншими джерелами, був викрадений агентами НКВС і зник у 1945.
Автор публікації про отамана Семесенка, якого вважають причетним до організації нападу на єврейську громаду в Проскурові.